# نادي راهيان كرمانشاه
نادي راهيان كرمنشاه (بالفارسية: باشگاه فوتبال راهیان کرمانشاه) ، هي نادي رياضي لكرة القدم، أسست عام 2006م، وتقع مقرها في مدينة كرمنشاه غربي إيران.

## وصلة خارجية
Players and Results